# Scaramouche (film 1952)
Scaramouche è un film del 1952 diretto da George Sidney tratto dal romanzo omonimo (1921) di Rafael Sabatini e ha come interpreti principali Stewart Granger, Eleanor Parker, Mel Ferrer e Janet Leigh.
Nel 1923 ne era già stata realizzata una versione muta con Ramón Novarro, Alice Terry e Lewis Stone. Stone, che nel film del 1923 aveva impersonato il marchese de la Tour d'Azyr, appare anche nel film del 1952 come Georges de Valmorin.
Il film è famoso per lo straordinario duello finale che, con i suoi oltre sei minuti e mezzo, è uno dei più lunghi della storia del cinema.

## Trama
Francia, 1789 circa. Il Marchese Noël De Maynes è il più abile e micidiale spadaccino di Francia. Raffinato, strenuo difensore della causa monarchica, ha il vezzo di infilzare in duello tutti coloro, anche nobili, che si permettono di dubitare dello status quo o di mancare di rispetto alla sua amata regina. Costei lo nomina tutore di una deliziosa fanciulla, Aline, figlia del Conte di Gavrillac, contando su un futuro matrimonio fra i due.
André Moreau, invece, è un simpatico perdigiorno senza arte né parte, incurante della politica ma molto sensibile alle grazie femminili. È figlio naturale di un misterioso nobile che lo mantiene con un vitalizio che gli viene consegnato da un notaio. È stato allevato da una famiglia di modesti aristocratici, i Valmorin, che hanno un figlio, Philippe, giovane e idealista. Questi si è appassionato alle idee rivoluzionarie ed ha persino scritto e diffuso un libretto contro i privilegi dell'aristocrazia, intitolandolo "Liberté, Egalité, Fraternité"  firmandosi Marcus Brutus.

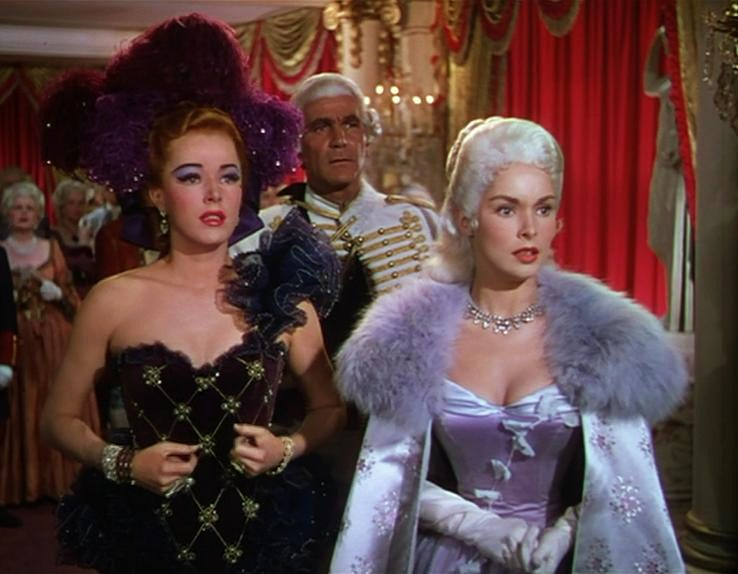
Eleanor Parker, Henry Wilcoxon e Janet Leigh

André ha una burrascosa relazione d'amore con la bellissima Léonore, prima attrice della compagnia di comici e saltimbanchi di Monsieur Binet, ma proprio il giorno in cui si decide a sposarla, viene informato che il suo vitalizio è stato abrogato e che Philippe, sospettato, è braccato dagli sgherri del Marchese De Maynes. Con uno stratagemma libera Philippe, estorce poi al notaio il nome di suo padre, il Conte di Gavrillac, e si reca con Philippe a conoscere il genitore. Per la via incontra Aline, anche lei in viaggio per Gavrillac, e se ne innamora perdutamente al primo sguardo. Ma, giunti al castello, André ha una duplice e amara sorpresa: suo padre, che è anche il padre di Aline, è morto e quindi Aline è sua sorella. Egli però non svela la verità alla fanciulla, ma le manifesta la sua perenne e fraterna amicizia.
Philippe e André fanno tappa in una vicina locanda, dove per caso si è fermato anche Noël De Maynes con la sua scorta. Non sarà difficile per lui smascherare il giovane Philippe ed ucciderlo in un impari duello. André, che non ha mai maneggiato la spada, si scaglia contro il Marchese per vendicare l'amico, ma i suoi grandi e rozzi fendenti vengono facilmente neutralizzati da Noël che ben presto lo disarma. André allora impugna la pistola e giura al Marchese che lo ucciderà, ma con la spada e a tempo debito. Poi balza a cavallo e fugge. D'ora in poi non vivrà che per quella vendetta. Gli uomini del Marchese si gettano al suo inseguimento.

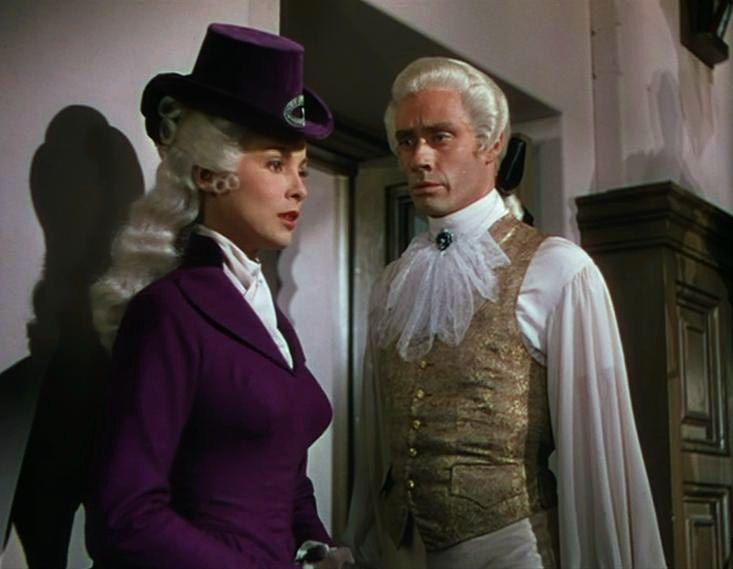
Janet Leigh e Mel Ferrer

Per sfuggire agli sgherri di De Maynes André si nasconde in una casa, che in realtà è il sotto-scena di un teatro del paese di Lacrosse. Proprio il teatro dove si esibisce la compagnia di comici Binet. Lì incontra un attore ubriaco che veste i panni e la maschera di Scaramouche. Costui gli rivela che sia lui, sia il suo insegnante di scherma sono seguaci delle idee rivoluzionarie e che suo il maestro d'armi è lo stesso che allena il Marchese De Maynes nel suo castello, nei pressi di Lacrosse.
André prende allora il posto dell'attore ed entra a far parte della compagnia Binet. Ha così tre vantaggi: riprende la sua avventura amorosa con Léonore, nasconde la sua identità dietro la maschera di Scaramouche e, ogni mattina, va al castello ad imparare a tirar di spada sotto la guida del maestro Dutreval de Dijon, maestro, a sua volta, di Noël De Maynes. E i suoi progressi nella scherma sono stupefacenti. Un giorno, però, all'improvviso, giunge il Marchese, che vede la buona occasione per disfarsi per sempre di André. Inizia il duello, ma André, seppur già abbastanza bravo, non può resistere all'abilità di De Maynes. Sarà l'arrivo provvidenziale di Aline a salvarlo e a permettergli di fuggire per una segreta, aiutato dal maestro Dutreval. Ora non potrà più restare a Lacrosse e prendere lezioni, ma Dutreval lo indirizza a Parigi, dove vi è la scuola del grande Périgord, il Maestro di tutti i maestri.

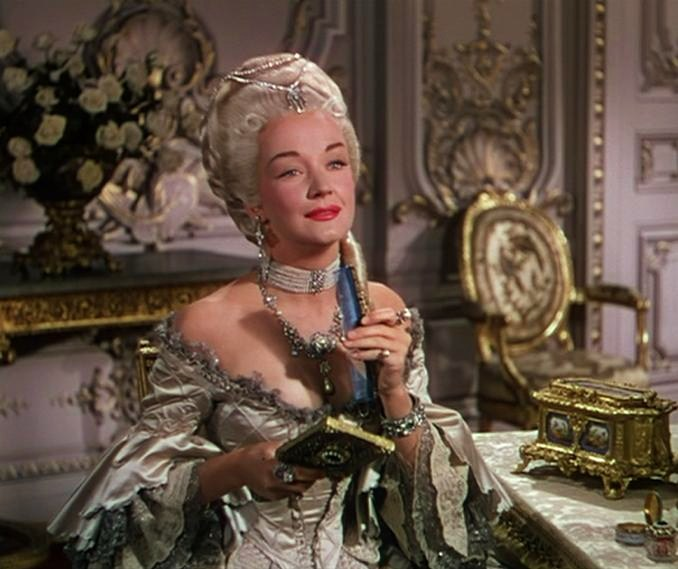
Nina Foch nel ruolo di Maria Antonietta

L'azione si sposta a Parigi, dove André ogni sera diventa Scaramouche sulla scena e di giorno si allena nella palestra del maestro Périgord. La sua fama di eccezionale spadaccino ormai circola in segreto. Una sera lo attende a casa un deputato dell'Assemblea Nazionale che lo invita a farsi eleggere per contrastare l'arroganza dei nobili e delle loro spade che mietono vittime fra i deputati della borghesia. André è conquistato dall'idea di poter sfidare apertamente De Maynes, che siede anche lui nell'Assemblea dalla parte degli aristocratici, e accetta.
Léonore si accorda allora con Aline per allontanare il Marchese De Maynes dall'Assemblea con svariati incarichi ordinati dalla Regina. Invano André lo apostrofa nel salone assembleare: Noël è sempre assente. Ogni volta, comunque, uno dei nobili lo sfida a duello. E tutti cadono sotto le sue stoccate.
Ma il Marchese una sera ritorna e, informato, decide di andare personalmente a scovare Moreau e sfidarlo. Aline, che dal primo giorno è innamorata di André e teme per la sua vita, cerca di opporsi allo scontro e con un pretesto ottiene di essere condotta a teatro. Proprio nel teatro della compagnia Binet dove si esibisce Scaramouche, la cui identità è nota solo a Léonore. Non appena Léonore e Scaramouche compaiono in proscenio Aline riconosce André e, fingendo un malore, chiede di essere riportata a casa. Ma è tardi. Anche Scaramouche ha riconosciuto il Marchese e, balzato nel palco, si toglie la maschera e lo sfida.
Inizia quindi il più famoso duello dello schermo, attraverso tutto il teatro, sino al palcoscenico, dove finalmente Scaramouche inchioda il Marchese alla parete, puntandogli la spada al cuore. Ma, incomprensibilmente, non se la sente di finirlo.
Più tardi il suo vecchio padre adottivo, Valmorin, presente allo spettacolo, gli spiega come, in realtà, egli non sia figlio del Conte di Gavrillac, bensì di un suo amico, il vecchio Marchese De Maynes. Noël è dunque suo fratello ed egli non avrebbe potuto ucciderlo, così come Aline non è sua sorella e André, pertanto, potrà coronare il suo sogno d'amore.
L'ultima scena vede la carrozza scoperta di André e Aline sposati correre lungo una strada. Da una finestra Léonore getta ad André un mazzo di fiori con un ennesimo scherzo. Dietro di lei, nella stanza, la sua nuova conquista: un giovane promettente ufficiale di artiglieria. Un certo Bonaparte.

## Produzione
La lavorazione del film, prodotto dalla Metro-Goldwyn-Mayer, durò dal 24 agosto alla fine di novembre 1951.

## Distribuzione
Il copyright del film, richiesto dalla Loew's Inc., fu registrato il 7 maggio 1952 con il numero LP1704. Venne presentato in prima a New York l'8 maggio 1952, uscendo poi nelle sale USA il 27 giugno. Nello stesso anno, uscì anche in Italia (30 agosto), Australia (19 settembre), Svezia (28 ottobre), Filippine (a Davao, l'11 novembre), Turchia (4 dicembre), Francia (9 dicembre), Portogallo (12 dicembre), Brasile (26 dicembre), Germania Ovest (28 dicembre).

## Commento
Il film ebbe un immediato successo, ma ciò che lo distingue è il perdurare di tale successo negli anni. Dalla prima proiezione in Italia (1952-53) la pellicola ha continuato ad apparire, seppur in sale minori o durante il periodo estivo, sino a tutti gli anni settanta. Anche oggi non è rara la sua programmazione su canali televisivi.
Negli anni ottanta la terza rete televisiva trasmise un lungo commento sul successo sempre vivo di questo film. Le ragioni di tale longevità possono essere ricercate in una sceneggiatura molto stringata e nell'agile regia di George Sidney, nella recitazione efficace di un cast assai brillante e nella costante simpatia che riscuotono i film di cappa e spada. E ancora, l'interpretazione ironico-burlesca, che stempera una storia dai tratti spesso particolarmente drammatici e/o sentimentali.

Anche le tecniche di ripresa e i movimenti di macchina sono efficaci e innovativi, e anticipano, per quanto era possibile negli anni cinquanta, gli attuali film d'azione.
Ma ciò che forse conta di più è il fascino sempre vivo del processo di apprendimento di un'arte, da zero sino a risultati che possono andare oltre le aspettative e la stessa logica. Ciò induce sempre lo spettatore a pensare che nessuna meta sia irraggiungibile e che, se ci si applica con impegno e costanza, si possa giungere sempre al conseguimento dei propri fini, per quanto ambiziosi. 
Molto apprezzabili le musiche di Victor Young, specie nel "tema di Aline" e nel tema principale che anima tutto il finale.

## Frasi celebri
"La spada è come una rondine: se la stringi troppo soffoca. Se la stringi poco... vola via " (Il Maestro Doutreval a André)
"Combatti con la testa, non col cuore." (Il Maestro Périgord a André)